# Schop Vleeswaren- en Conservenfabriek
Schop Vleeswaren- en Conservenfabriek is een Nederlands bedrijf dat gesticht is door slager Pieter Schop (1877-1949) die in 1903 in Rotterdam aan de Botersloot een slagerij opende. Het bedrijf heeft bestaan tot 1990.
Vooral de door Schop in zijn slagerij vervaardigde worsten waren destijds zo succesvol - en werden ook afgenomen door andere slagerijen - dat hij een pakhuis huurde waarin hij een vleesverwerkend bedrijf begon. Die locatie, aan de Warmoeziersstraat, werd te klein. Daarom wilde hij een nieuw kantoor- en fabrieksgebouw neerzetten op een achterterrein aan de Rotte bij de R.K. Begraafplaats in Crooswijk. De gemeente was hier tegen en kreeg daarin na een juridische strijd van enkele jaren gelijk.
In 1927 werd daarom besloten tot nieuwbouw aan de Van Helmontstraat naar een ontwerp van de Rotterdamse architect Cornelis (Kees) Elffers, uitgevoerd door aannemer Gebr. Groenewegen. De Schop Vleeswaren- en Conservenfabriek werd in 1929 in gebruik genomen en het gebouw heeft vervolgens ruim zeventig jaar dienst gedaan als vleeswarenfabriek, tot de beëindiging van de activiteiten in 2000. De verschillende ruimtes in het pand werden onder andere gebruikt als koelcel, kruidenkamer, rookruimte, verpakkingsunit en kantoor. Na enkele jaren van leegstand, is het gebouw in 2002 getransformeerd tot bedrijfsverzamelgebouw.
In 1950 ging Schop ook conserven produceren, waartoe een vestiging in Harderwijk aan de Weiburglaan in gebruik werd genomen.
Schop is altijd een familiebedrijf gebleven tot het in 1990  werd overgenomen door Cebeco-Handelsraad. Schop had ten tijde van de overname 140 vaste werknemers en een omzet in 1989 van 30 miljoen gulden.  Ter vergelijking: de eerste dagomzet van slager Schop bedroeg indertijd  f 6,57.